# Alnwick Garden
Alnwick Garden est un ensemble de jardins adjacents au château d'Alnwick se trouvant dans la ville du même nom dans le comté de Northumberland au Royaume-Uni. Édifiés, maintenus et développés à l'initiative des différents ducs de Northumberland, ils tombèrent en désuétude durant la seconde moitié du XXe siècle avant d'être restaurés et de retrouver une certaine attractivité locale à la fin du XXe siècle.
Aujourd'hui, le domaine propose de nombreux jardins à thèmes organisés autour d'une grande cascade de fontaines. Le renouveau du site ainsi que le regain d'attractivité qui en découle est à l'origine de tensions et conflits entre Jane Percy (en), actuelle duchesse de Northumberland, et divers experts paysagistes autour des questions de la préservation du site et l'utilisation de fonds publiques afférant.
Le domaine appartient aujourd'hui à un Charitable trust (en) (assimilable en France à une association à but non lucratif), structure différente de celle gérant le château d'Alnwick (propriété des ducs de Northumberland), bien que Raph Percy, 12e duc de Northumberland, ait fait donation du terrain de 17 hectares sur lequel se trouvent ces jardins, en sus d'une donation de 9 millions de livres pour restaurer le site.

## Histoire
Le premier jardin fut commandité par Hugh Percy, 1er duc de Northumberland, qui employa Capability Brown, un célèbre jardinier de Northumberland pour dessiner et aménager l'espace vert adjacent au domaine d'Alnwick.
Hugh Percy, 3e duc de Northumberland, était un collectionneur de plantes et fut à l'initiative d'un développement continu de ces espaces verts durant près d'un siècle, notamment à travers de nombreuses acquisitions de graines de nouvelles espèces de plantes à travers le monde, dont celles d'ananas qui furent alors cultivées localement dans des serres.
Au milieu du XIXe siècle, Algernon Percy, 4e duc de Northumberland, créa un jardin à l'italienne disposant d'une grande serre, et à la fin de ce siècle, les jardins furent à leur apogée, avec notamment des topiaire d'ifs, des allées de citronniers et de nombreux parterres de fleurs.
Durant la seconde guerre mondiale et sa campagne des Jardins de la victoire, les espaces verts du domaine furent largement recomposés et orientés vers la production de nourritures. Au sortir de la guerre, le domaine tomba en désuétude et fut fermé au public à partir de 1950.

## Restauration et développement
En 1997, Jane Percy (en), épouse du 12e duc de Northumberland, lança d'importants travaux de restauration du domaine et de ces jardins en sollicitant des paysagistes renommés comme Jacques Wirtz (en) et Peter Wirtz. Le coût de cette réhabilitation fut estimé à 42 millions de livres.[citation nécessaire]
Une première phase de développement fut initiée en octobre 2001 à travers la création d'une importante cascade. Le 22 décembre 2004, une maison arboricole de 560m², incluant un café, fut ouvert au public.
Un pavillon et un centre d'accueil pour les visiteurs, dessinés par l'architecte Michael Hopkins (en) et le bureau d'étude Buro Happold ouvrirent en mai 2006, avec une capacité maximale de 1 000 personnes. Le pavillon et le centre sont dotés d'un toit avec une voûte en berceau. Les jardins se voient agrémentés de plusieurs nouveaux éléments aquatiques ainsi que des aménagements paysagers architecturaux, des topiaires ainsi que des portails décoratifs.

## Le Poison Garden

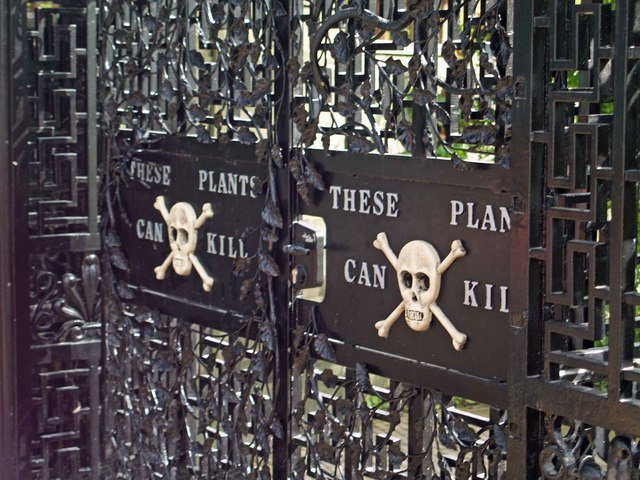
Portail d'entrée du Poison Garden

Un nouveau jardin nommé Poison Garden (traduisible par Jardin empoisonné en français) spécialement composé de plantes toxiques fut créé en février 2005. Il fut pensé par la duchesse elle-même, qui désirait créer un jardin atypique et différent de ceux qu'on pouvait trouver ailleurs. De nombreuses espèces s'y trouvent aujourd'hui, dont le Strychnos nux-vomica qui produit de la strychnine (un alcaloïde très toxique), la Grande Ciguë, du Ricin commun qui produit notamment de la Ricine (toxine végétale), le Digitalis purpurea (haute toxicité), la Belladone (ses baies contiennent de l'atropine), la Brugmansia (alcaloïdes tropaniques) et le Laburnum.
Ce jardin comporte une dimension pédagogique avec un volet préventif sur les effets des drogues, avec la présentation de plants de cannabis, de coca et pavot somnifère.